# Liste der Auszeichnungen der Fernsehserie The West Wing – Im Zentrum der Macht
Dieser Artikel listet die Prämierungen und Nominierungen der wichtigsten Preiswettbewerbe auf, die die US-amerikanische Fernsehserie The West Wing – Im Zentrum der Macht erhalten hat.

## Primetime Emmy Awards
| Jahr | Kategorie                                   | Nominierte(r) | Staffel/Episode                                                      | Resultat  |
| ---- | ------------------------------------------- | --- | -------------------------------------------------------------------- | --------- |
| 2000 | Beste Dramaserie                            | Kristin Harms, Thomas Schlamme, Aaron Sorkin, John Wells, Llewellyn Wells | Staffel 1                                                            | Gewonnen  |
| 2000 | Bester Hauptdarsteller in einer Dramaserie  | Martin Sheen als President Josiah Bartlet | Das heiße Eisen                                                      | Nominiert |
| 2000 | Bester Nebendarsteller in einer Dramaserie  | Richard Schiff als Toby Ziegler | Fünf Stimmen zur Mehrheit und In Excelsis Deo                        | Gewonnen  |
| 2000 | Bester Nebendarsteller in einer Dramaserie  | John Spencer als Leo McGarry | Fünf Stimmen zur Mehrheit und Lass Bartlet Bartlet sein              | Nominiert |
| 2000 | Beste Nebendarstellerin in einer Dramaserie | Stockard Channing als Abigail Bartlet | Das Staatsbankett und Der Präsident in Bedrängnis                    | Nominiert |
| 2000 | Beste Nebendarstellerin in einer Dramaserie | Allison Janney als C.J. Cregg | Der Geheimplan und Parteispenden                                     | Gewonnen  |
| 2000 | Beste Regie für eine Dramaserie             | Thomas Schlamme | Der Fahrradunfall                                                    | Nominiert |
| 2000 | Bestes Drehbuch für eine Dramaserie         | Aaron Sorkin | Der Fahrradunfall                                                    | Nominiert |
| 2000 | Bestes Drehbuch für eine Dramaserie         | Aaron Sorkin, Rick Cleveland | In Excelsis Deo                                                      | Gewonnen  |
| 2001 | Beste Dramaserie                            | Kevin Falls, Kristin Harms, Michael Hissrich, Lawrence O’Donnell, Jr., Thomas Schlamme, Aaron Sorkin, John Wells, Llewellyn Wells                                             | Staffel 2                                                            | Gewonnen  |
| 2001 | Bester Hauptdarsteller in einer Dramaserie  | Martin Sheen als President Josiah Bartlet | Zwei Kathedralen                                                     | Nominiert |
| 2001 | Bester Hauptdarsteller in einer Dramaserie  | Rob Lowe als Sam Seaborn | Moderne Geographie                                                   | Nominiert |
| 2001 | Bester Nebendarsteller in einer Dramaserie  | Richard Schiff als Toby Ziegler | Das Neujahrsfrühstück und 17 Mitwisser                               | Nominiert |
| 2001 | Bester Nebendarsteller in einer Dramaserie  | John Spencer als Leo McGarry | Das Attentat – Teil 1 und Das Neujahrsfrühstück                      | Nominiert |
| 2001 | Bester Nebendarsteller in einer Dramaserie  | Bradley Whitford als Josh Lyman | Das Attentat – Teil 2 und Weihnachten                                | Gewonnen  |
| 2001 | Beste Nebendarstellerin in einer Dramaserie | Stockard Channing als Abigail Bartlet | Bartlets dritte Rede zur Lage der Nation und Eine verlorene Schlacht | Nominiert |
| 2001 | Beste Nebendarstellerin in einer Dramaserie | Allison Janney als C.J. Cregg | Das Attentat – Teil 1 und Galileo 5                                  | Gewonnen  |
| 2001 | Bester Gastdarsteller in einer Dramaserie   | Oliver Platt als Oliver Babish | Sturzgefahr                                                          | Nominiert |
| 2001 | Beste Regie für eine Dramaserie             | Laura Innes | Shibboleth                                                           | Nominiert |
| 2001 | Beste Regie für eine Dramaserie             | Thomas Schlamme | Das Attentat                                                         | Gewonnen  |
| 2001 | Bestes Drehbuch für eine Dramaserie         | Aaron Sorkin | Das Attentat                                                         | Nominiert |
| 2002 | Beste Dramaserie                            | Kevin Falls, Alex Graves, Kristin Harms, Michael Hissrich, Christopher Misiano, Thomas Schlamme, Aaron Sorkin, John Wells, Llewellyn Wells                                    | Staffel 3                                                            | Gewonnen  |
| 2002 | Bester Hauptdarsteller in einer Dramaserie  | Martin Sheen als President Josiah Bartlet | Zu viele Köche verderben den Brei                                    | Nominiert |
| 2002 | Beste Hauptdarstellerin in einer Dramaserie | Allison Janney als C.J. Cregg | Die Frauen von Qumar                                                 | Gewonnen  |
| 2002 | Bester Nebendarsteller in einer Dramaserie  | Dulé Hill als Charlie Young | Schachzüge und Innere und äußere Feinde                              | Nominiert |
| 2002 | Bester Nebendarsteller in einer Dramaserie  | Richard Schiff als Toby Ziegler | Schachzüge und Zu viele Köche verderben den Brei                     | Nominiert |
| 2002 | Bester Nebendarsteller in einer Dramaserie  | John Spencer als Leo McGarry | Bartlet für Amerika und Wir haben Yamamoto getötet                   | Gewonnen  |
| 2002 | Bester Nebendarsteller in einer Dramaserie  | Bradley Whitford als Josh Lyman | Lass die Leute reden und Der Harte und der Zarte                     | Nominiert |
| 2002 | Beste Nebendarstellerin in einer Dramaserie | Stockard Channing als Abigail Bartlet | Tote irische Dichter und Abgetaucht                                  | Gewonnen  |
| 2002 | Beste Nebendarstellerin in einer Dramaserie | Mary-Louise Parker als Amy Gardner | Die Frauen von Qumar und Lass die Leute reden                        | Nominiert |
| 2002 | Bester Gastdarsteller in einer Dramaserie   | Mark Harmon als Simon Donovan | Staffel 3                                                            | Nominiert |
| 2002 | Bester Gastdarsteller in einer Dramaserie   | Tim Matheson als Vice President John Hoynes | Staffel 3                                                            | Nominiert |
| 2002 | Bester Gastdarsteller in einer Dramaserie   | Ron Silver als Bruno Gianelli | Staffel 3                                                            | Nominiert |
| 2002 | Beste Regie für eine Dramaserie             | Paris Barclay | Indianer in der Lobby                                                | Nominiert |
| 2002 | Beste Regie für eine Dramaserie             | Alex Graves | Posse Comitatus                                                      | Nominiert |
| 2002 | Bestes Drehbuch für eine Dramaserie         | Aaron Sorkin | Posse Comitatus                                                      | Nominiert |
| 2003 | Beste Dramaserie                            | Neal Ahern, Kevin Falls, Alex Graves, Kristin Harms, Christopher Misiano, Paul Redford, Thomas Schlamme, Aaron Sorkin, John Wells, Llewellyn Wells                            | Staffel 4                                                            | Gewonnen  |
| 2003 | Bester Hauptdarsteller in einer Dramaserie  | Martin Sheen als President Josiah Bartlet | Entführt                                                             | Nominiert |
| 2003 | Beste Hauptdarstellerin in einer Dramaserie | Allison Janney als C.J. Cregg | Der lange Abschied                                                   | Nominiert |
| 2003 | Bester Nebendarsteller in einer Dramaserie  | John Spencer als Leo McGarry | Analysen und Entführt                                                | Nominiert |
| 2003 | Bester Nebendarsteller in einer Dramaserie  | Bradley Whitford als Josh Lyman | 20 Stunden in Amerika und Schüsse im Weißen Haus                     | Nominiert |
| 2003 | Beste Nebendarstellerin in einer Dramaserie | Stockard Channing als Abigail Bartlet | Freibeuter und Entführt                                              | Nominiert |
| 2003 | Bester Gastdarsteller in einer Dramaserie   | Tim Matheson als Vice President John Hoynes | Staffel 4                                                            | Nominiert |
| 2003 | Bester Gastdarsteller in einer Dramaserie   | Matthew Perry als Joe Quincy | Staffel 4                                                            | Nominiert |
| 2003 | Beste Regie für eine Dramaserie             | Christopher Misiano | Entführt                                                             | Gewonnen  |
| 2003 | Bestes Drehbuch für eine Dramaserie         | Aaron Sorkin | Entführt                                                             | Nominiert |
| 2004 | Beste Dramaserie                            | Eli Attie, Carol Flint, Alex Graves, Kristin Harms, Alexa Junge, Christopher Misiano, Peter Noah, Paul Redford, Andrew Stearn, John Wells, Llewellyn Wells, John Sacret Young | Staffel 5                                                            | Nominiert |
| 2004 | Bester Hauptdarsteller in einer Dramaserie  | Martin Sheen als President Josiah Bartlet | Helden                                                               | Nominiert |
| 2004 | Beste Hauptdarstellerin in einer Dramaserie | Allison Janney als C.J. Cregg | Ein Tag im Leben der C.J. Cregg                                      | Gewonnen  |
| 2004 | Bester Nebendarsteller in einer Dramaserie  | John Spencer als Leo McGarry | Alte Kameraden und Helden                                            | Nominiert |
| 2004 | Beste Nebendarstellerin in einer Dramaserie | Stockard Channing als Abigail Bartlet | Akte 7A und Isolation                                                | Nominiert |
| 2004 | Beste Nebendarstellerin in einer Dramaserie | Janel Moloney als Donna Moss | Isolation und Gaza                                                   | Nominiert |
| 2004 | Bester Gastdarsteller in einer Dramaserie   | Matthew Perry als Joe Quincy | Gewaltenteilung                                                      | Nominiert |
| 2005 | Beste Dramaserie                            | Eli Attie, Carol Flint, Alex Graves, Kristin Harms, Michael Hissrich, Christopher Misiano, Peter Noah, Andrew Stearn, John Wells, John Sacret Young                           | Staffel 6                                                            | Nominiert |
| 2005 | Bester Nebendarsteller in einer Dramaserie  | Alan Alda als Arnold Vinick | Wahlkampfstrategien und Die Moral des Reverends                      | Nominiert |
| 2005 | Beste Nebendarstellerin in einer Dramaserie | Stockard Channing als Abigail Bartlet | Wachablösung und Der Weckruf                                         | Nominiert |
| 2005 | Beste Regie für eine Dramaserie             | Alex Graves | Der Parteitag                                                        | Nominiert |
| 2006 | Beste Dramaserie                            | Eli Attie, Debora Cahn, Alex Graves, Kristin Harms, Michael Hissrich, Christopher Misiano, Peter Noah, Lawrence O’Donnell, Jr., Andrew Stearn, Patrick Ward, John Wells       | Staffel 7                                                            | Nominiert |
| 2006 | Bester Hauptdarsteller in einer Dramaserie  | Martin Sheen als President Josiah Bartlet | Abschied                                                             | Nominiert |
| 2006 | Beste Hauptdarstellerin in einer Dramaserie | Allison Janney als C.J. Cregg | Verführerische Angebote                                              | Nominiert |
| 2006 | Bester Nebendarsteller in einer Dramaserie  | Alan Alda als Arnold Vinick | Kopf an Kopf und Gesucht: Vizepräsident                              | Gewonnen  |
| 2006 | Beste Regie für eine Dramaserie             | Mimi Leder | Tag der Entscheidung, Teil 1                                         | Nominiert |

## Weitere Auszeichnungen und Nominierungen
| Preis                             | Jahr | Kategorie                                                | Nominierte(r) | Staffel/Episode              | Resultat  |
| --------------------------------- | ---- | -------------------------------------------------------- | --- | ---------------------------- | --------- |
| ACE Eddie Awards                  | 2000 | Bester Schnitt für eine einstündige Fernsehserie         | Christopher Nelson | Der Fahrradunfall            | Nominiert |
| ACE Eddie Awards                  | 2001 | Bester Schnitt für eine einstündige Fernsehserie         | Tina Hirsch | Was für ein Tag              | Gewonnen  |
| ACE Eddie Awards                  | 2002 | Bester Schnitt für eine einstündige Fernsehserie         | Janet Ashikaga | Wahltag                      | Gewonnen  |
| ACE Eddie Awards                  | 2003 | Bester Schnitt für eine einstündige Fernsehserie         | Janet Ashikaga | Entführt (2003)              | Nominiert |
| ALMA Awards                       | 2000 | Bester Serien-Hauptdarsteller                            | Martin Sheen als President Josiah Bartlet | –                            | Nominiert |
| ALMA Awards                       | 2001 | Bester Serien-Hauptdarsteller                            | Martin Sheen als President Josiah Bartlet | –                            | Gewonnen  |
| ALMA Awards                       | 2002 | Bester Serien-Hauptdarsteller                            | Martin Sheen als President Josiah Bartlet | –                            | Nominiert |
| ALMA Awards                       | 2006 | Beste Fernsehserie                                       | – | –                            | Gewonnen  |
| ALMA Awards                       | 2006 | Bester Serien-Hauptdarsteller                            | Jimmy Smits als Matt Santos | –                            | Gewonnen  |
| Directors Guild of America Awards | 1999 | Beste Regie                                              | Thomas Schlamme | Der Fahrradunfall            | Nominiert |
| Directors Guild of America Awards | 2000 | Beste Regie                                              | Paris Barclay | Der lange Flug nach Portland | Nominiert |
| Directors Guild of America Awards | 2000 | Beste Regie                                              | Thomas Schlamme | Weihnachten                  | Gewonnen  |
| Directors Guild of America Awards | 2001 | Beste Regie                                              | Paris Barclay | Indianer in der Lobby        | Nominiert |
| Directors Guild of America Awards | 2001 | Beste Regie                                              | Thomas Schlamme | Zwei Kathedralen             | Nominiert |
| Directors Guild of America Awards | 2002 | Beste Regie                                              | Paris Barclay | Training für den Präsidenten | Nominiert |
| Directors Guild of America Awards | 2002 | Beste Regie                                              | Thomas Schlamme | Posse Comitatus              | Nominiert |
| Directors Guild of America Awards | 2003 | Beste Regie                                              | Christopher Misiano | Entführt                     | Gewonnen  |
| Golden Globe Awards               | 2000 | Beste Serie – Drama                                      | – | –                            | Nominiert |
| Golden Globe Awards               | 2000 | Bester Serien-Hauptdarsteller – Drama                    | Martin Sheen als President Josiah Bartlet | –                            | Nominiert |
| Golden Globe Awards               | 2000 | Bester Serien-Hauptdarsteller – Drama                    | Rob Lowe als Sam Seaborn | –                            | Nominiert |
| Golden Globe Awards               | 2001 | Beste Serie – Drama                                      | – | –                            | Gewonnen  |
| Golden Globe Awards               | 2001 | Bester Serien-Hauptdarsteller – Drama                    | Martin Sheen als President Josiah Bartlet | –                            | Gewonnen  |
| Golden Globe Awards               | 2001 | Bester Serien-Hauptdarsteller – Drama                    | Rob Lowe als Sam Seaborn | –                            | Nominiert |
| Golden Globe Awards               | 2001 | Bester Nebendarsteller – Serie, Mini-Serie oder TV-Film  | Bradley Whitford als Josh Lyman | –                            | Nominiert |
| Golden Globe Awards               | 2001 | Beste Nebendarstellerin – Serie, Mini-Serie oder TV-Film | Allison Janney als C.J. Cregg | –                            | Nominiert |
| Golden Globe Awards               | 2002 | Beste Serie – Drama                                      | – | –                            | Nominiert |
| Golden Globe Awards               | 2002 | Bester Serien-Hauptdarsteller – Drama                    | Martin Sheen als President Josiah Bartlet | –                            | Nominiert |
| Golden Globe Awards               | 2002 | Bester Nebendarsteller – Serie, Mini-Serie oder TV-Film  | Bradley Whitford als Josh Lyman | –                            | Nominiert |
| Golden Globe Awards               | 2002 | Beste Nebendarstellerin – Serie, Mini-Serie oder TV-Film | Allison Janney als C.J. Cregg | –                            | Nominiert |
| Golden Globe Awards               | 2003 | Beste Serie – Drama                                      | – | –                            | Nominiert |
| Golden Globe Awards               | 2003 | Bester Serien-Hauptdarsteller – Drama                    | Martin Sheen als President Josiah Bartlet | –                            | Nominiert |
| Golden Globe Awards               | 2003 | Beste Serien-Hauptdarstellerin – Drama                   | Allison Janney als C.J. Cregg | –                            | Nominiert |
| Golden Globe Awards               | 2003 | Bester Nebendarsteller – Serie, Mini-Serie oder TV-Film  | Bradley Whitford als Josh Lyman | –                            | Nominiert |
| Golden Globe Awards               | 2003 | Bester Nebendarsteller – Serie, Mini-Serie oder TV-Film  | John Spencer als Leo McGarry | –                            | Nominiert |
| Golden Globe Awards               | 2004 | Beste Serie – Drama                                      | – | –                            | Nominiert |
| Golden Globe Awards               | 2004 | Bester Serien-Hauptdarsteller – Drama                    | Martin Sheen als President Josiah Bartlet | –                            | Nominiert |
| Golden Globe Awards               | 2004 | Beste Serien-Hauptdarstellerin – Drama                   | Allison Janney als C.J. Cregg | –                            | Nominiert |
| Humanitas-Preis                   | 2000 | 60 Minuten                                               | Aaron Sorkin, Rick Cleveland | In Excelsis Deo              | Nominiert |
| Humanitas-Preis                   | 2000 | 60 Minuten                                               | Aaron Sorkin, Lawrence O’Donnell, Paul Redford | Das heiße Eisen              | Gewonnen  |
| Humanitas-Preis                   | 2002 | 60 Minuten                                               | Aaron Sorkin | Zwei Kathedralen             | Gewonnen  |
| Humanitas-Preis                   | 2005 | 60 Minuten                                               | John Wells | Camp David                   | Gewonnen  |
| Humanitas-Preis                   | 2007 | 60 Minuten                                               | Eli Attie, John Wells | Tag der Entscheidung, Teil 2 | Nominiert |
| Writers Guild of America Awards   | 2000 | Television: Episodic Drama                               | Ron Osborn, Jeff Reno, Rick Cleveland, Lawrence O’Donnell, Patrick Caddell | Gegner                       | Nominiert |
| Writers Guild of America Awards   | 2000 | Television: Episodic Drama                               | Aaron Sorkin und Rick Cleveland | In Excelsis Deo              | Gewonnen  |
| Writers Guild of America Awards   | 2000 | Television: Episodic Drama                               | Aaron Sorkin, Lawrence O’Donnell, Paul Redford | Das heiße Eisen              | Nominiert |
| Writers Guild of America Awards   | 2001 | Television: Episodic Drama                               | Paul Redford, Aaron Sorkin | Moderne Geographie           | Nominiert |
| Writers Guild of America Awards   | 2001 | Television: Episodic Drama                               | Aaron Sorkin | Zwei Kathedralen             | Nominiert |
| Writers Guild of America Awards   | 2002 | Television: Episodic Drama                               | Aaron Sorkin, Paul Redford | Das Duell                    | Nominiert |
| Writers Guild of America Awards   | 2003 | Television: Episodic Drama                               | Alexa Junge, Lauren Schmidt | Katastrophenhilfe            | Nominiert |
| Writers Guild of America Awards   | 2004 | Television: Episodic Drama                               | Debora Cahn | Die Hüter des Rechts         | Gewonnen  |
| Writers Guild of America Awards   | 2004 | Television: Episodic Drama                               | John Sacret Young, Josh Singer | Helden                       | Nominiert |
| Writers Guild of America Awards   | 2005 | Television: Drama Series                                 | Eli Attie, Debora Cahn, Carol Flint, Mark Goffman, Alex Graves, Peter Noah, Lawrence O’Donnell, Lauren Schmidt, Josh Singer, Aaron Sorkin, John Wells, Bradley Whitford, John Sacret Young | Staffel 6                    | Nominiert |
| Writers Guild of America Awards   | 2005 | Television: Episodic Drama                               | Carol Flint | Einer dieser Tage...         | Nominiert |
| Writers Guild of America Awards   | 2006 | Television: Episodic Drama                               | Eli Attie, John Wells | Tag der Entscheidung, Teil 2 | Nominiert |

## Statistik
Die Tabelle gibt einen Überblick über die Anzahl der Nominierungen (N.) und der Prämierungen (P.) je Preis.
| Preis                            | N.  | P. |
| -------------------------------- | --- | -- |
| Primetime Emmy Award             | 69  | 26 |
| Golden Globe Award               | 18  | 2  |
| ACE Eddie Award                  | 2   | 2  |
| ALMA Award                       | 2   | 3  |
| Directors Guild of America Award | 6   | 2  |
| Humanitas-Preis                  | 2   | 3  |
| Writers Guild of America Award   | 10  | 2  |
| Mindestsumme                     | 109 | 40 |